# Josh Prenot
Josh Prenot (Sedalia, 28 de julho de 1993) é um nadador estadunidense, medalhista olímpico.

## Carreira

### Rio 2016
Prenot competiu nos Jogos Olímpicos de 2016 conquistando a medalha de prata nos 200 metros peito.